# 프랑스 위임통치령 시리아
시리아 및 레바논 위임통치(프랑스어: Mandat pour la Syrie et le Liban, 아랍어: الانتداب الفرنسي على سوريا ولبنان)는 제1차 세계 대전의 여파와 오스만 제국의 분할을 통해 설립된 국제연맹의 위임통치령으로, 1923년부터 1946년까지 프랑스의 위임통치가 이어졌다. 프랑스의 위임통치를 받은 지역을 레반트 국가들이라고 부르기도 했다. 위임통치체계는 식민주의와는 다를 것으로 예상되었는데, 위임통치를 행하는 국가는 위임통치령의 주민들이 자치를 할 수 있을 때까지 신탁관리자로서 역할을 하는 것이었다. 자치가 가능하다고 판단되면 위임통치는 끝나고 독립국이 탄생하게 된다.
제1차 세계 대전이 끝난 이후 사이크스-피코 협정에 따라 영국은 대부분의 오스만령 메소포타미아와 오스만령 시리아 남부를 차지하였고, 프랑스는 영국이 점령한 오스만령 시리아를 제외한 나머지 지역을 얻게 되었다. 1920년대부터 영국과 프랑스가 지배한 영토는 국제연맹의 위임통치체계로 공식화되었다. 1923년 9월 29일 프랑스는 시리아 국제연맹 위임통치령을 배속받았는데, 이 지역은 오늘날 시리아, 레바논과 이스쿤데룬 지역을 포함하였다.
프랑스 치하의 위임통치령 행정부는 여러 개의 국가 및 준주로 나뉘었는데, 기간별로 시리아 연방 (1922~1925), 시리아국 (1925~1930), 그리고 시리아 공화국이 있었다. 이 외에도 대레바논, 자발 드루즈국, 알라위국이 위임통치령 행정부에 있었으며 하타이주는 1939년 튀르키예에 병합되었다. 프랑스 위임통치하의 시리아와 레바논은 각각 1936년과 1943년에 독립을 선포했고, 이들의 독립은 제2차 세계 대전 이후인 1946년에 공식적으로 이루어졌다.

## 같이 보기
- 사이크스-피코 협정
- 위임통치령